# Marianne Stroblová

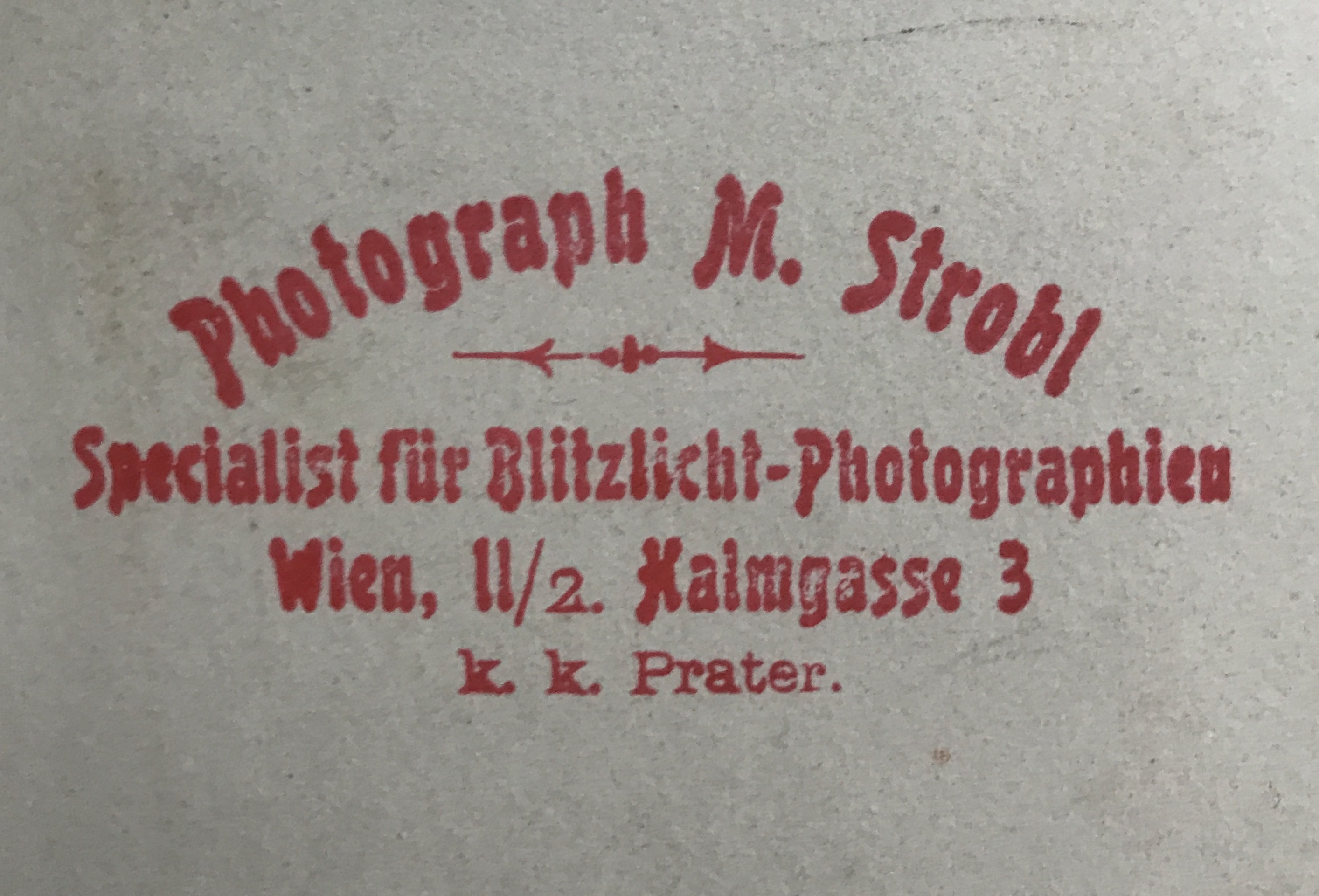
Firemní razítko pouze s iniciálou křestního jména (kolem roku 1906)

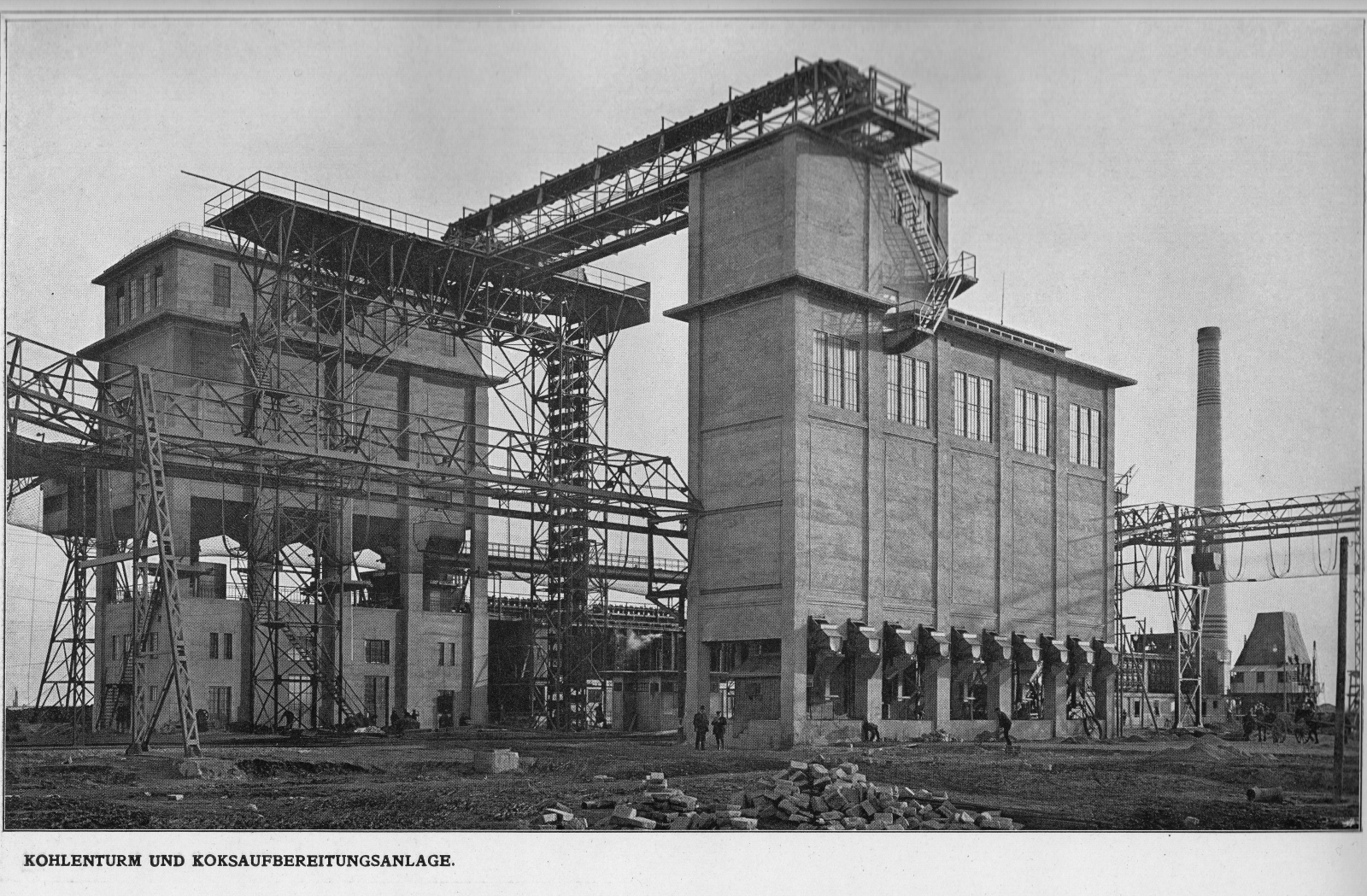
Městská plynárna Leopoldau, 1911

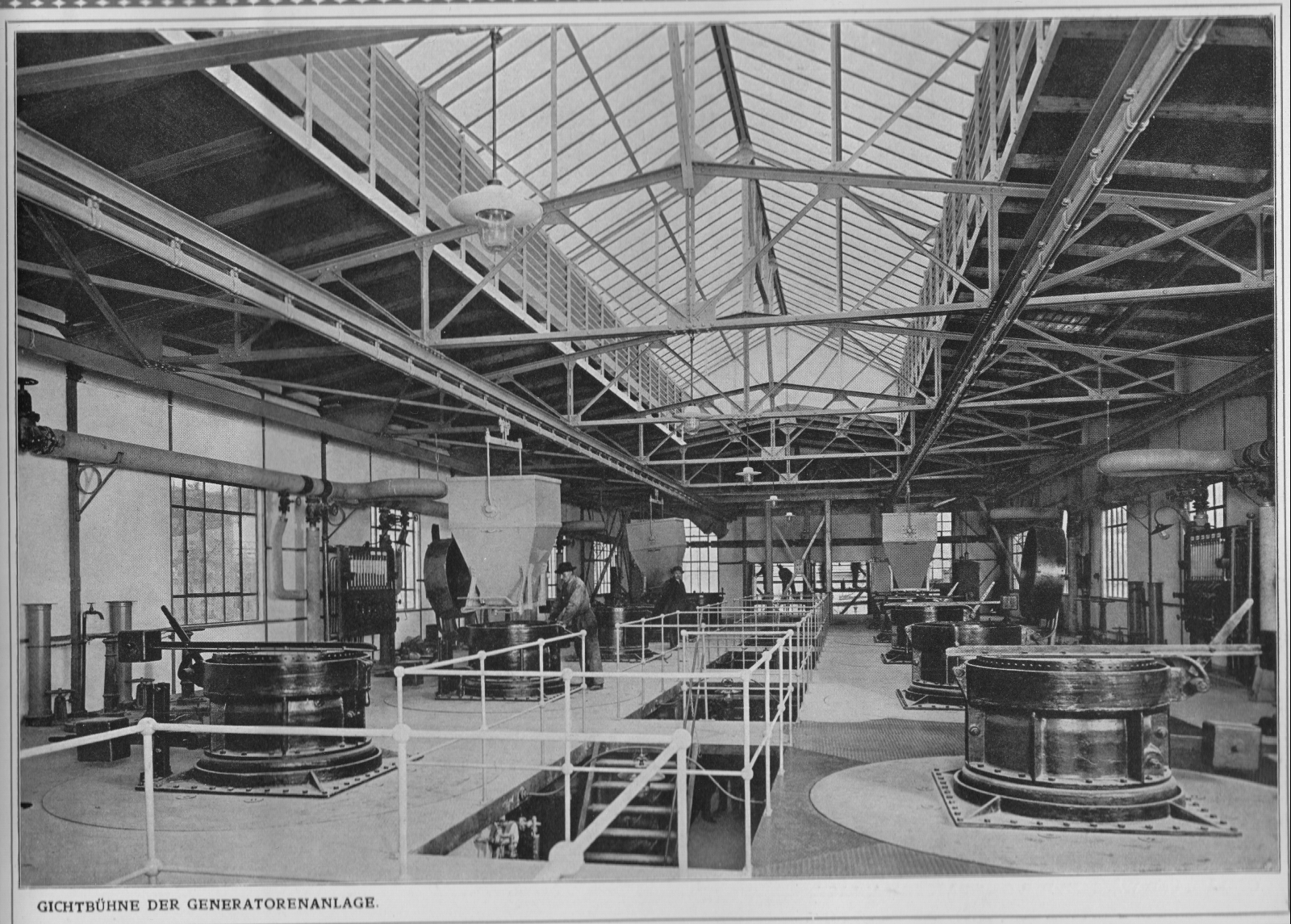
Městská plynárna Leopoldau, 1911

Marianne Stroblová (nepřechýleně Marianne Strobl roz. Maria Nentwichová; 24. února 1865, Vrbno pod Pradědem – 13. února 1917, Vídeň) byla rakouská fotografka původem z Čech. Byla průkopnicí průmyslové fotografie v Rakousku-Uhersku, dokumentovala městskou infrastrukturu, staveniště, plynojemy, interiéry, ale také lodě a portréty významných osobností.

## Životopis
Stroblová byla dcerou správce Johanna Nentwiche a jeho manželky Jakobiny rozené Volgertové. Asi od roku 1894 pracovala jako fotografka ve Vídni pod jménem M. Strobl. Její křestní jméno mělo působit proti předsudkům, a tím i proti ztrátě zakázek v tehdejší profesi, kde dominovali muži, neboť nebylo hned patrné, že jde o ženu, která ani neměla možnost absolvovat specializované fotografické vzdělání. Své fotografické znalosti musela získávat v amatérských klubech. Od roku 1905 patřila do družstva fotografů. Její manžel Josef Strobl (1852–1922), za kterého se provdala 23. dubna 1891, v této společnosti také pracoval. Její studio bylo na adrese Halmgasse 3 ve čtvrti Leopoldstadt u Prátru . S touto adresou byla zapsána do vídeňského adresáře od roku 1896 pod textem „Fotografin, Atelier“, od roku 1897 do roku 1935 jako „Kunstanstalt für Photographie“ a znovu v letech 1936 a 1937 jako „Photograph“, tedy i po její smrti.
Pravděpodobně jako první člověk v Rakousku-Uhersku se Stroblová specializovala na průmyslovou fotografii, v tehdejší době pro ženu to bylo velmi nezvyklé. Jménem města Vídně, úřadů, muzeí a soukromých osob dokumentovala – často po několik let – městskou infrastrukturu, vozidla a staveniště, jako jsou plynojemy v Simmeringu a Liesingu a pravý hlavní sběrný kanál.
Pracovala také pro Österreichischer Lloyd v Terstu a Erste Donau-Dampfschiffahrts-Gesellschaft, pro které fotografovala lodní motivy, které publikovala na pohlednicích.
Dokumentovala průzkum jeskynního systému Ötscher s nemalým úsilím, protože těžké fotografické vybavení a baterku bylo nutné vozit s sebou.
Ve větší míře fotografovala i interiéry, například vídeňského hotelu Meissl & Schadn (1895) nebo domu průkopníka letectví Viktora Silberera v Semmeringu (1898), a proslavila se přitom jako specialistka na fotografování s bleskem.
V roce 1910 portrétovala Karla Luegera, dlouholetého starostu Vídně.
Díla Marianne Stroblové mají ve svých sbírkách fotografií instituce Museum für angewandte Kunst (Vídeň), Vídeňského muzea, Rakouská národní knihovna a Albertina a mimo jiné také FotoInstitutu Bonartes.
Stroblová zemřela 13. února 1917 v císařské nemocnici Kaiser-Jubiläums-Spital a byla pohřbena na vídeňském Ústředním hřbitově. Vzhledem k tomu, že její manžel pocházel z města Liptovský Hrádok, zemřela jako maďarská občanka. Měla jednu dceru, Marii Idu Josefu (srpen 1895 ve Vídni - 2. září 1976 v Klosterneuburgu).

## Výstavy
- Marianne Stroblová, průmyslová fotografka, 1894-1914. Photoinstitut Bonartes, Vídeň, 2017/2018
- Marianne Stroblová – průmyslová fotografka ve Vídni. Das Verborgene Museum, Berlín (19. září 2019 – 8. března 2020)

## Galerie

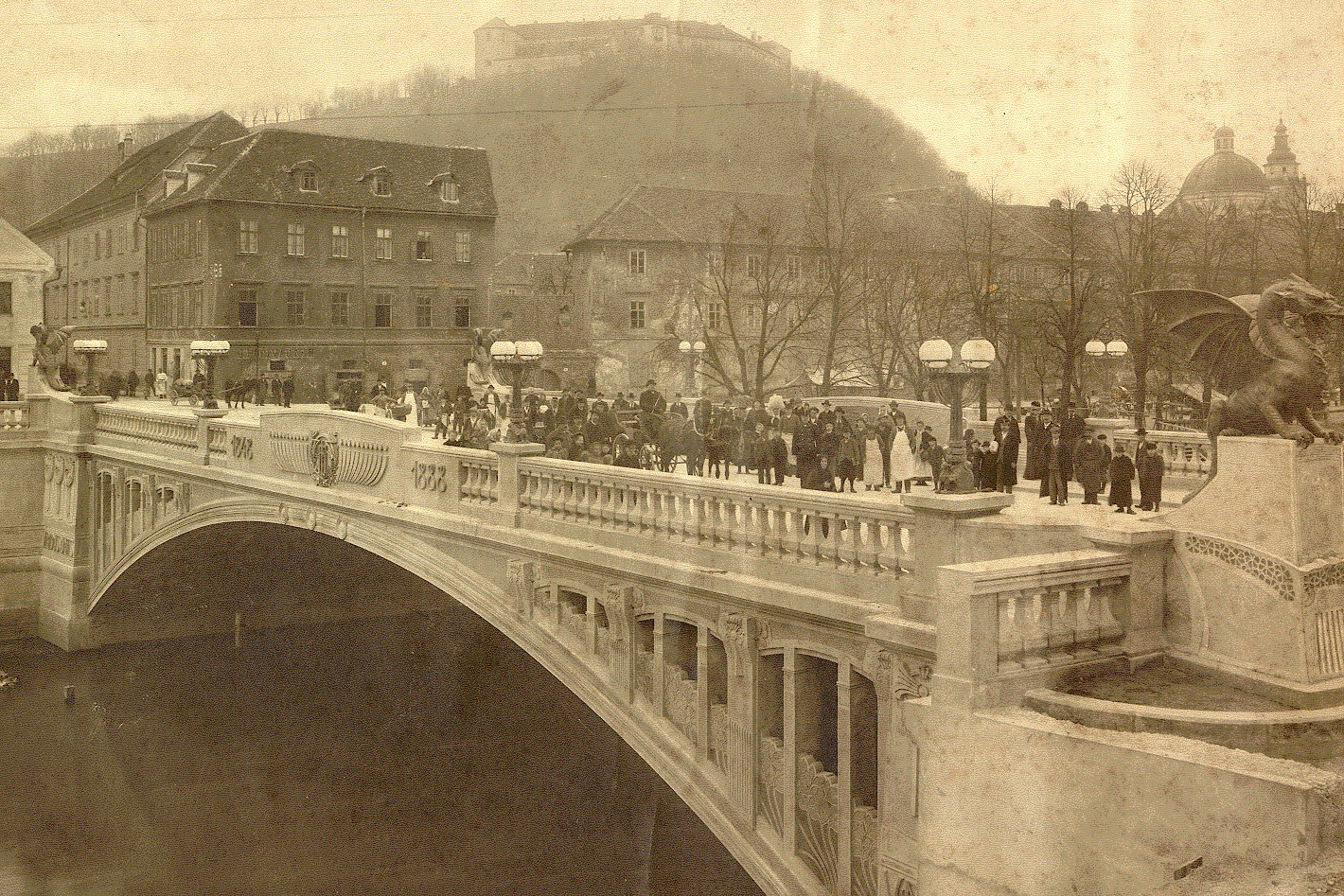
Cesarja Franca Jožefa, Jubilejni most, 1902
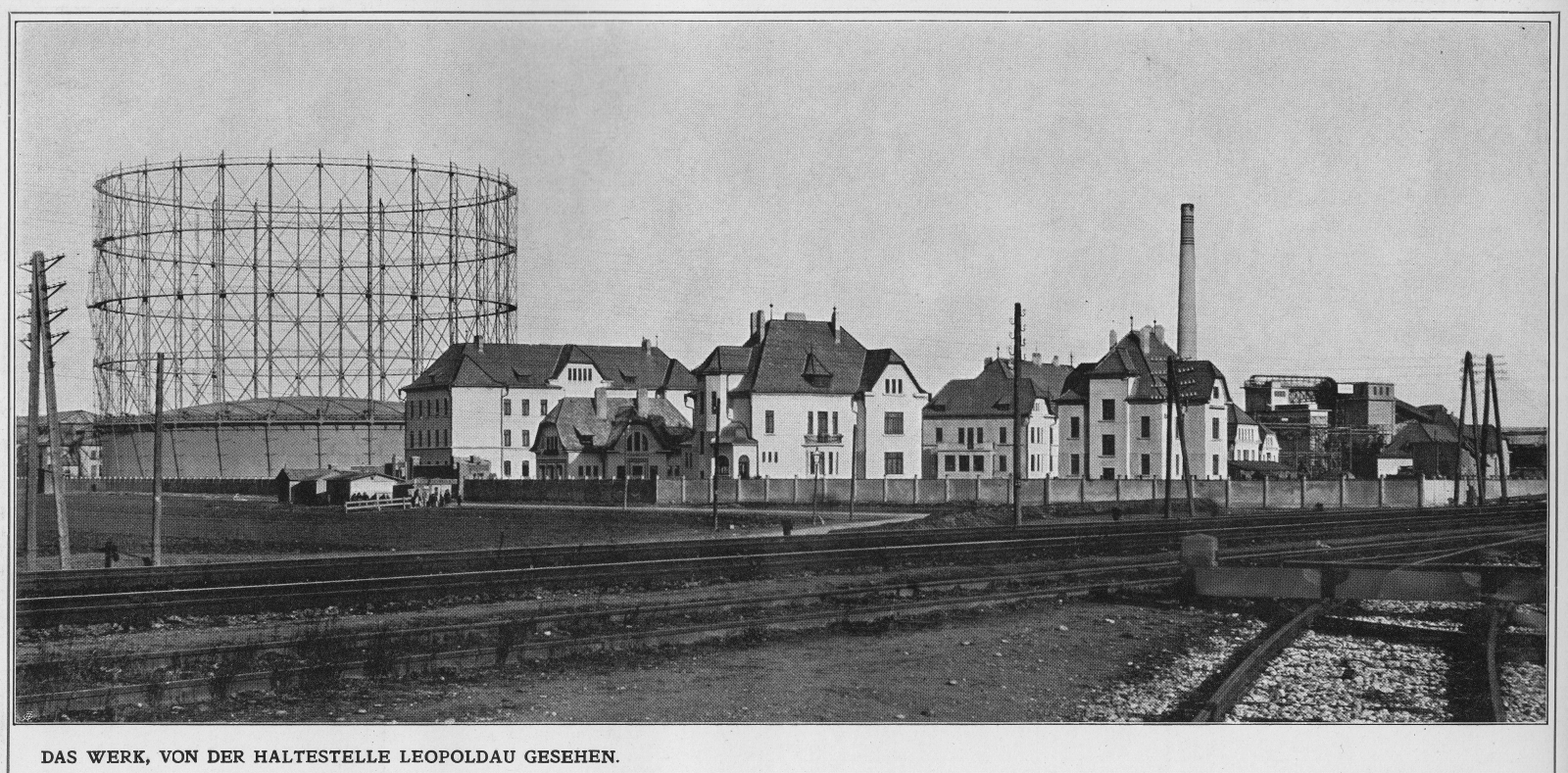
Gaswerk Leopoldau, 1911
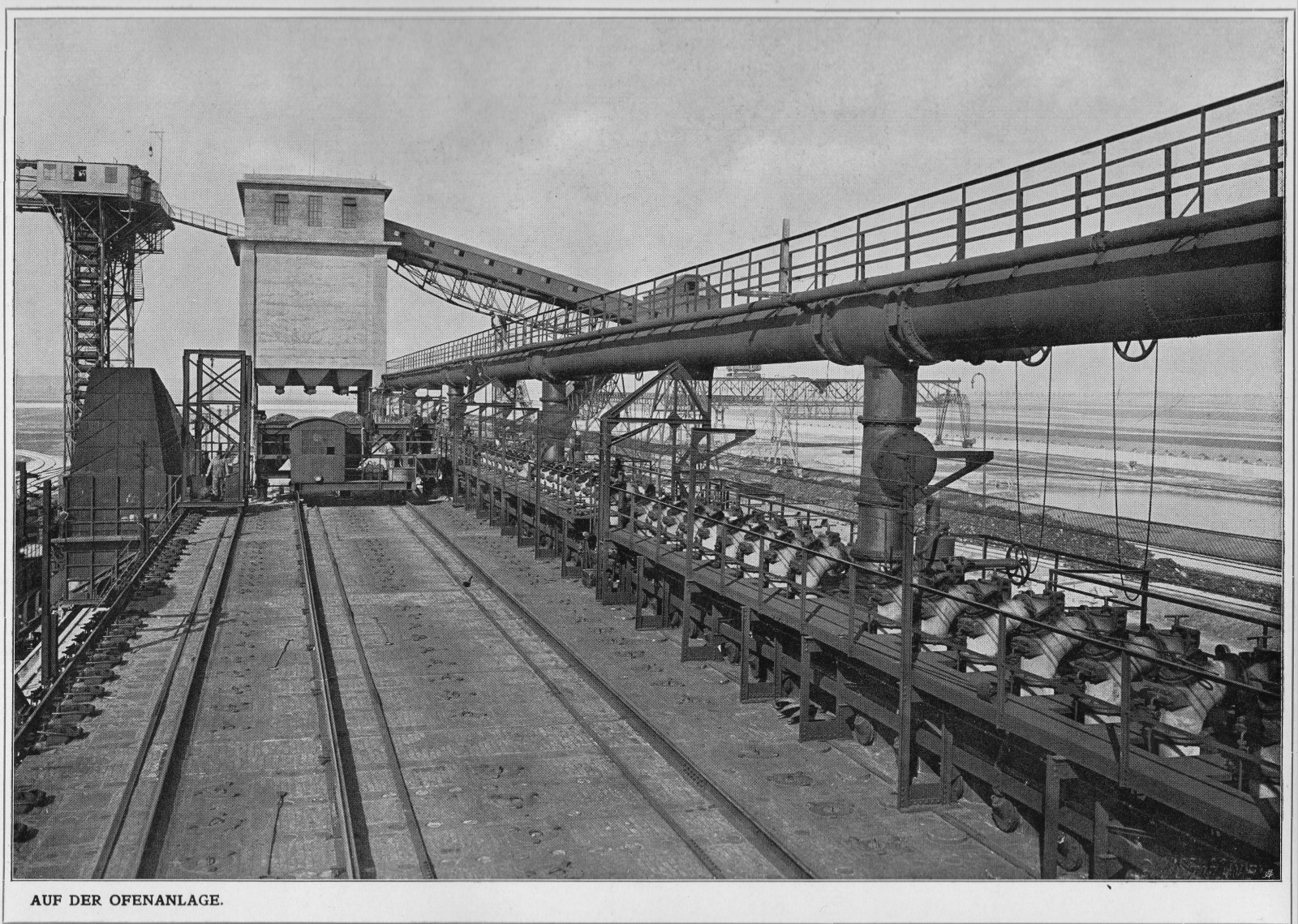
Gaswerk Leopoldau, 1911
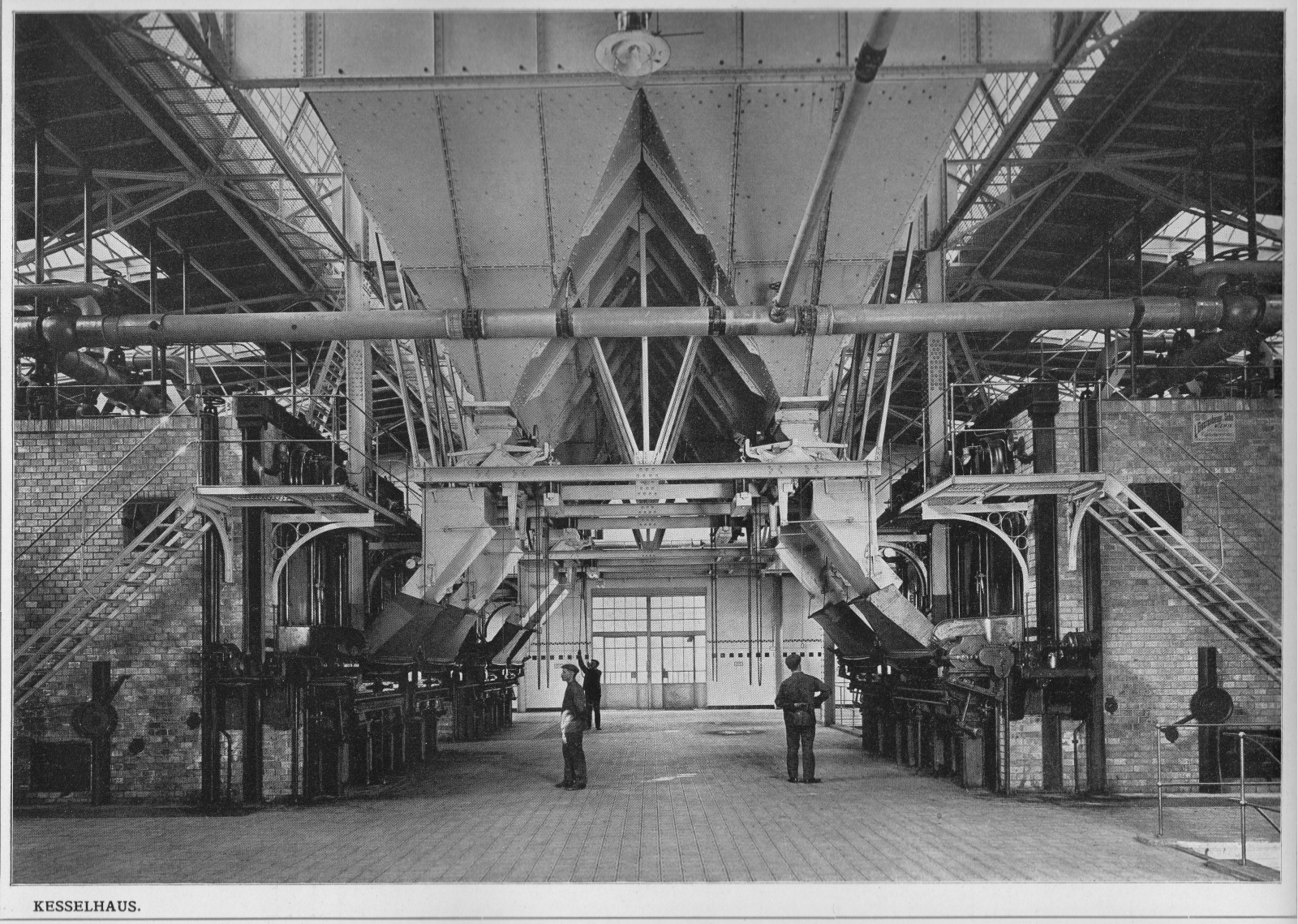
Gaswerk Leopoldau, 1911
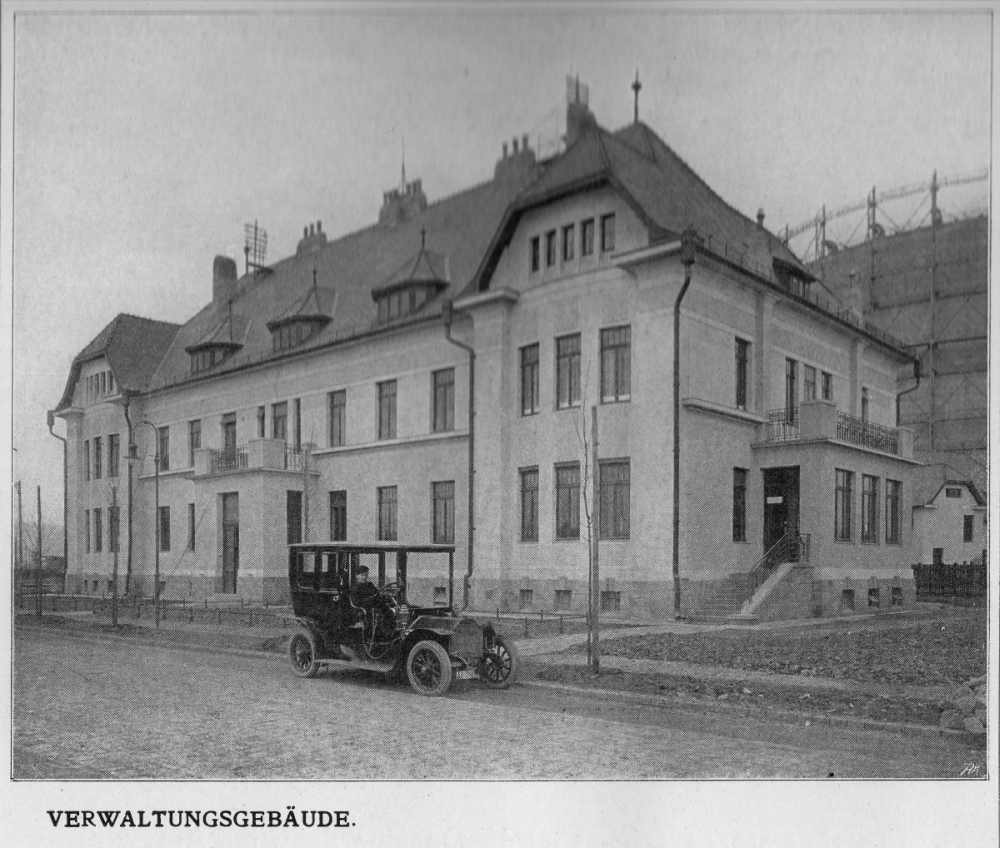
Gaswerk Leopoldau, 1911
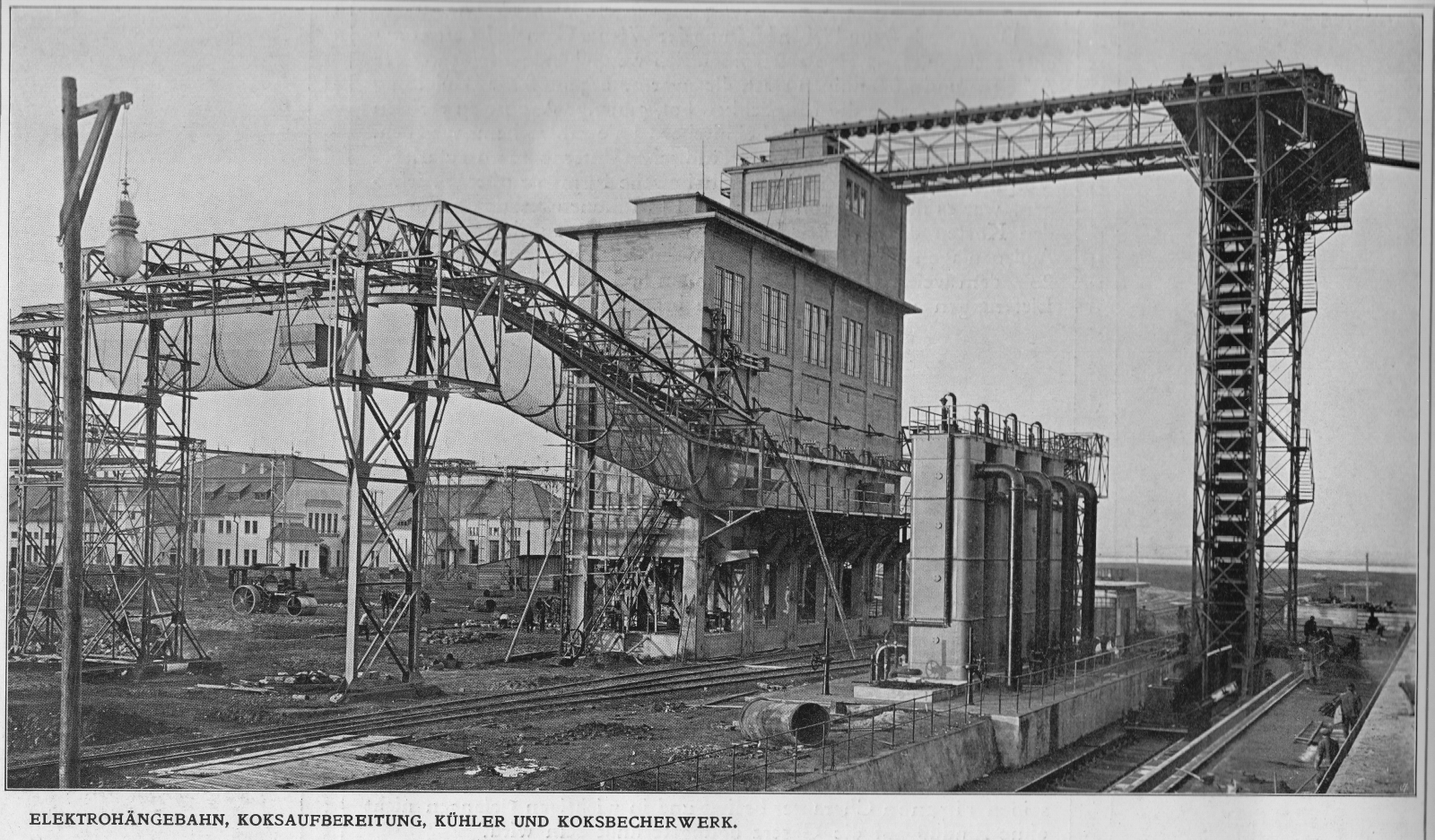
Gaswerk Leopoldau, 1911
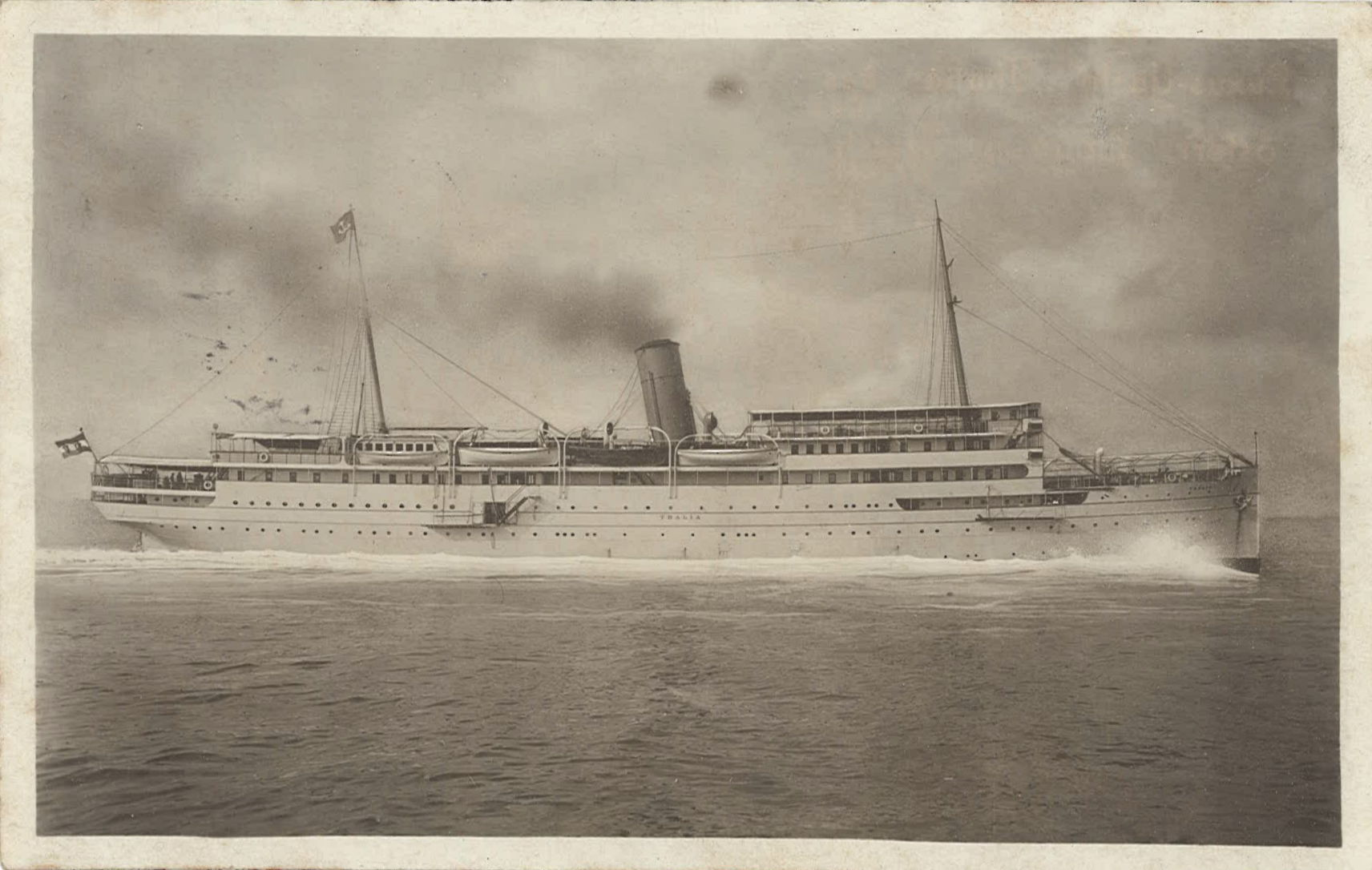
Parník SS Thalia, který vyrobil William Denny and Brothers a provozoval Österreichischer Lloyd
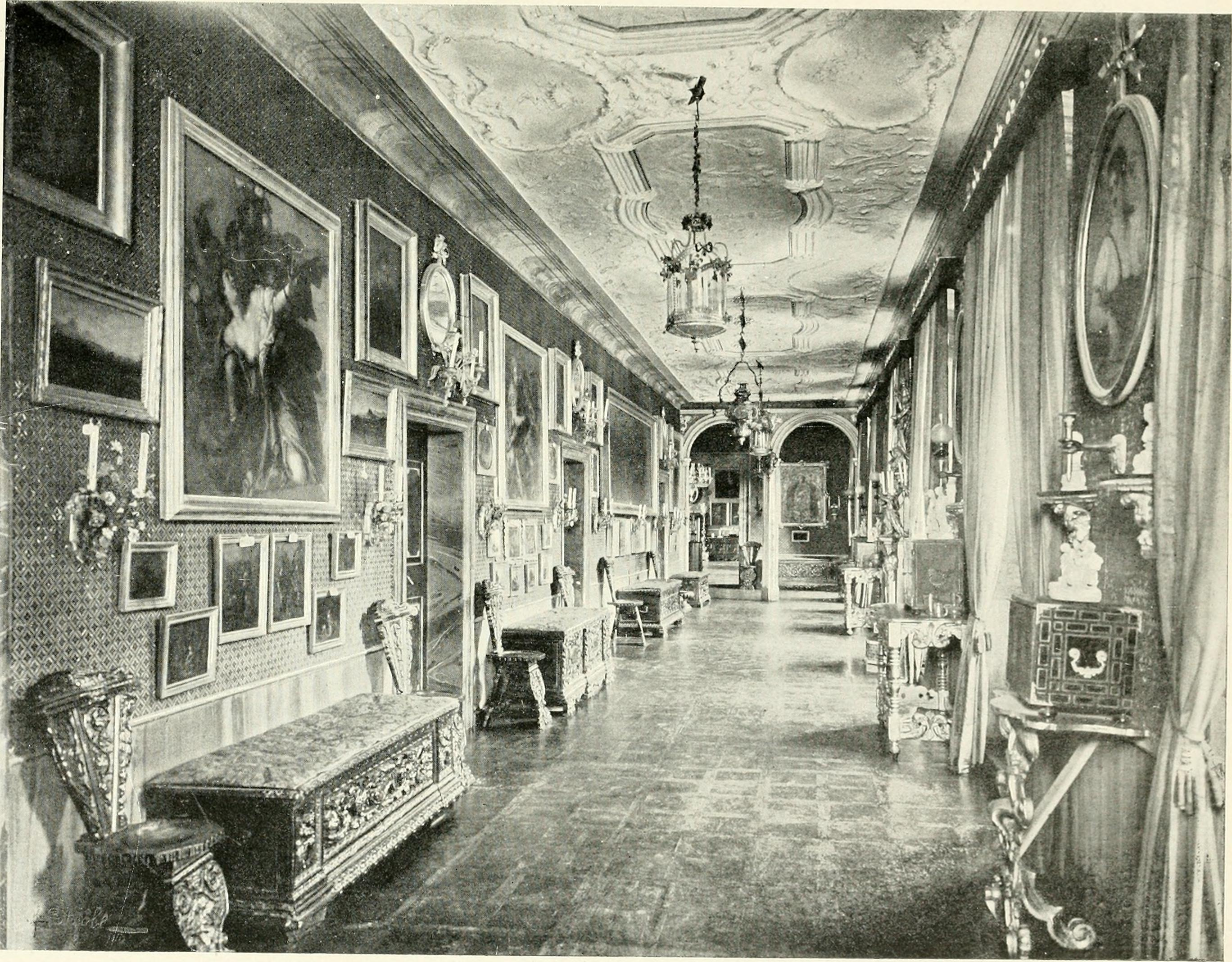
Terst, 1906